# 檜垣是安
檜垣是安（ひがき これやす、ひがき ぜあん）は、江戸時代前期の棋客である。家元とは独立して活躍した在野の強豪として知られる。京の人。

## 是安吐血の局
初代大橋宗桂が幕府のおかかえ（現在で言う名人）となり、その地位が二代大橋宗古に引き継がれて家元制が成立したことに是安は異を唱え、自らに譲るべしと宗古に挑戦状を送った。宗古は門下生で娘婿の初代伊藤宗看を立てて、是安を迎え撃つこととした。これが争い将棋の起源であるとされることがある。
是安はこれまでに宗看と角落ち・香落ちで何度も対戦していたが、角落ちでは是安の全勝、香落ちでようやく指し分けであった。是安は、平手で宗看を倒して家元の地位を奪うべく、対振り飛車の雁木戦法（後述）という新戦法を考案していた（当時、平手では後手が振り飛車を選択するのがセオリーだったため、これを狙い撃つための戦法）。しかし、宗古の意向により、平手ではなく、右香落ちと角落ち（どちらも上手は居飛車で戦うのがセオリー）の二番勝負とされてしまい、是安は泣く泣く雁木戦法を封印して戦うこととなった。
対局は、1652年の8月に行われた。右香落ちと角落ちのどちらを先に指すかを駒を振って決め、右香落ちが先となった（振り駒の起源と伝わる）。
一局目の右香落ちは、8月5日に行われた。相居飛車で6七と5七に銀を並べる二枚銀の構え（雁木戦法とは異なるが、現在で言う雁木囲いに近いもの）を採用し、袖飛車からの攻めが決まって是安が勝利した。
勢いに乗る是安は、香落ちで勝ったのだから平手での勝負を受けよ、角落ちで負けるようなことがあれば将棋を辞める、などと宗看を挑発。ひとまずは事前に決めた通り角落ちを指すこととなったものの、もし角落ちでも是安が勝って連勝となれば、次はいよいよ平手で勝負せざるを得ない。平手ならば是安得意の雁木がついに日の目を見る。家元の地位を賭して宗看は決死の覚悟で角落ちの対局に臨んだ。
角落ち対局は8月8日に行われた。是安の三間飛車から乱戦となり、両者一進一退の攻防が続いた。161手にも及ぶ戦いの末に是安は投了。生涯を賭した激闘によって精根尽き果てた是安は、投了と同時に血を吐き、これが原因となって一年後に死んだ。打倒家元に向けて是安が創案した秘策・雁木戦法が家元相手に使われることはなく、かくして宗古・宗看の家元の地位はすんでのところで守られた。
この一戦は、是安吐血の局（吐血の戦いや吐血の一戦とも）と言う名で講談の題材となり、現代に伝わる。
しかしながら、現在では、是安吐血の局は大幅に脚色されたものではないかとされている。この対局の7年後の1659年7月22日に是安が石井承意と対局した棋譜が残っているため、この対局が原因で死んだというのは事実ではないと考えられる。

## 雁木戦法
是安は雁木戦法の創設者としても知られる。ただし、是安の考案した雁木戦法とは、対振り飛車の引き角戦法のことであり、現在相居飛車戦で用いられる囲い（雁木囲い）とは異なる。
伝承によれば、家元に挑戦状を送った是安が、河原で作戦を練っていた際に思い付いたのが雁木戦法である。雁木とは、階段のことである。
| 9  | 8  | 7  | 6  | 5  | 4  | 3  | 2  | 1  |    |
|    |    |    |    |    |    |    |    |    | 一 |
|    |    |    |    |    |    |    |    |    | 二 |
|    |    |    |    |    |    |    |    |    | 三 |
|    |    |    |    |    |    |    |    |    | 四 |
|    |    |    |    |    |    |    | 歩 |    | 五 |
| 歩 |    | 歩 |    | 歩 |    | 歩 |    |    | 六 |
|    | 歩 | 銀 | 歩 |    | 歩 |    |    | 歩 | 七 |
|    |    | 玉 |    | 金 | 銀 |    | 飛 |    | 八 |
| 香 | 桂 | 角 | 金 |    |    |    | 桂 | 香 | 九 |

雁木戦法では、対振り飛車戦で2五から6九まで駒を階段のように斜めに並べてから、角を7九に引く。すると、駒の階段（雁木）を登っていくかのように角筋が争点（2四、3五）に届く。是安は、船着き場の階段（雁木）をヒントにこの戦法を創案したとされている（寺の階段となっていることもある）。
しかし、この戦法は是安の死後徐々に姿を消していき、1930年代から1940年代には滅多に見られないものとなっていた。そんな中、当時流行していた相居飛車戦の二枚銀の構えを是安も採用していたことから、溝呂木光治ら一部の棋士によってこれが是安考案の雁木戦法であると誤認され、雁木と呼ばれるようになった。なお、本来の雁木は階段が由来であるが、二枚銀の構えを雁木と呼ぶ場合には、二枚銀を雪避けの屋根・雁木造に見立てているという誤った説明がなされることが多い。
是安自身は伊藤宗看との右香落ちの対局（上述）などで相居飛車戦の二枚銀の構えを採用したことがあるものの、この形はそれ以前の将棋指しも使っていたものであり、是安の創案ではない。